# Прва лига Србије и Црне Горе у кошарци 2005/06.
Прва лига Србије и Црне Горе у кошарци 2005/06. је било треће првенство Србије и Црне Горе у кошарци. Титулу је освојио Партизан. То је било и последње првенство ове две државе пошто су након распада државне заједнице СЦГ, српски клубови наставили да се такмиче у Кошаркашкој лиги Србије а црногорски клубови у Првој лиги Црне Горе.
Први део сезоне је бројао 12 екипа и играли су га сви клубови који су изборили место у њој, изузев клубова који су учесници Јадранске лиге (Партизан, Црвена звезда, ФМП Железник, Хемофарм и Војводина).
Други део такмичења (Суперлига) се играла у другачијем формату него ранијих сезона. Из првог дела такмичења овај пут су се даље пласирали 7 екипа и заједно са 5 екипа из Јадранске лиге формирали две групе од по 6 екипа. По два првопласирана тима из обе групе пласирали су се на плејоф који се играо на три добијене утакмице.

## Први део такмичења
|     | Тим          | Игр. | Поб. | Изг. | П+   | П-   | Бод |
| --- | ------------ | ---- | ---- | ---- | ---- | ---- | --- |
| 1.  | Будућност    | 22   | 19   | 3    | 1937 | 1651 | 41  |
| 2.  | Морнар       | 22   | 14   | 8    | 1853 | 1851 | 36  |
| 3.  | ОКК Београд  | 22   | 13   | 9    | 1915 | 1844 | 35  |
| 4.  | Машинац      | 22   | 13   | 9    | 1732 | 1733 | 35  |
| 5.  | Здравље      | 22   | 12   | 10   | 1827 | 1722 | 34  |
| 6.  | Борац Чачак  | 22   | 11   | 11   | 1813 | 1838 | 33  |
| 7.  | Атлас        | 22   | 11   | 11   | 1883 | 1871 | 33  |
| 8.  | Ергоном      | 22   | 10   | 12   | 1844 | 1891 | 32  |
| 9.  | Слога        | 22   | 10   | 12   | 1795 | 1826 | 32  |
| 10. | Мега Исхрана | 22   | 9    | 13   | 1769 | 1774 | 31  |
| 11. | Напредак     | 22   | 6    | 16   | 1807 | 1945 | 28  |
| 12. | Приморка Бар | 22   | 4    | 18   | 1767 | 1996 | 26  |

Легенда:

## Суперлига Србије и Црне Горе

#### Група А
|    | Тим          | Игр. | Поб. | Изг. | П+  | П-  | Бод |
| -- | ------------ | ---- | ---- | ---- | --- | --- | --- |
| 1. | Партизан     | 10   | 9    | 1    | 960 | 780 | 19  |
| 2. | ФМП Железник | 10   | 9    | 1    | 882 | 769 | 19  |
| 3. | Војводина    | 10   | 6    | 4    | 858 | 859 | 16  |
| 4. | Борац Чачак  | 10   | 2    | 8    | 814 | 899 | 12  |
| 5. | Морнар       | 10   | 2    | 8    | 823 | 930 | 12  |
| 6. | Машинац      | 10   | 2    | 8    | 753 | 853 | 12  |

#### Група Б
|    | Тим           | Игр. | Поб. | Изг. | П+  | П-  | Бод |
| -- | ------------- | ---- | ---- | ---- | --- | --- | --- |
| 1. | Црвена звезда | 10   | 9    | 1    | 909 | 796 | 19  |
| 2. | Будућност     | 10   | 8    | 2    | 799 | 760 | 18  |
| 3. | Хемофарм      | 10   | 6    | 4    | 867 | 812 | 16  |
| 4. | ОКК Београд   | 10   | 5    | 5    | 873 | 889 | 15  |
| 5. | Здравље       | 10   | 2    | 8    | 813 | 912 | 12  |
| 6. | Атлас         | 10   | 0    | 10   | 811 | 903 | 10  |

Легенда:

## Разигравање за титулу

### Полуфинале

#### Први пар
| Датум         | Клуб, Место          | Резултат | Клуб, Место          |
| ------------- | -------------------- | -------- | -------------------- |
| 30. мај 2006. | Партизан, Београд    | 79:63    | Будућност, Подгорица |
| 1. јун 2006.  | Партизан, Београд    | 96:74    | Будућност, Подгорица |
| 4. јун 2006.  | Будућност, Подгорица | 80:86    | Партизан, Београд    |

#### Други пар
| Датум         | Клуб, Место            | Резултат | Клуб, Место            |
| ------------- | ---------------------- | -------- | ---------------------- |
| 31. мај 2006. | Црвена звезда, Београд | 78:79    | ФМП, Железник          |
| 2. јун 2006.  | Црвена звезда, Београд | 81:61    | ФМП, Железник          |
| 5. јун 2006.  | ФМП, Железник          | 73:83    | Црвена звезда, Београд |
| 7. јун 2006.  | ФМП, Железник          | 97:68    | Црвена звезда, Београд |
| 10. јун 2006. | Црвена звезда, Београд | 87:85    | ФМП, Железник          |

### Финале
| Датум         | Клуб, Место            | Резултат | Клуб, Место            |
| ------------- | ---------------------- | -------- | ---------------------- |
| 13. јун 2006. | Партизан, Београд      | 84:78    | Црвена звезда, Београд |
| 15. јун 2006. | Партизан, Београд      | 20:0     | Црвена звезда, Београд |
| 18. јун 2006. | Црвена звезда, Београд | 73:89    | Партизан, Београд      |

| Првак Србије и Црне Горе 2005/06. |
| --------------------------------- |
| Партизан                          |

## Састав шампиона
| Екипа    | Играчи | Тренер          |
| -------- | --- | --------------- |
| Партизан | Урош Трипковић, Лука Богдановић, Коста Перовић, Предраг Шупут, Ненад Стефановић, Борис Бакић, Новица Величковић, Дејан Милојевић, Никола Пековић, Александар Смиљанић, Петар Божић, Вонтиго Камингс, Дејан Боровњак | Душко Вујошевић |

## Напомена
1. ↑  Други меч финалне серије је прекинут при резултату 63:56 за Партизан након сукоба навијача и полиције, а пошто се играчи Црвене звезде после прекида нису вратили на терен, управа Синалко Суперлиге је доделила победу Партизану службеним резултатом 20:0.